# P2PTV
A  P2PTV olyan peer-to-peer alkalmazást jelöl, amit a videostreamek (általában TV) P2P hálózatokon való elosztására fejlesztettek ki. Ezeknek a jelentőségét az adja, hogy segítségükkel a világ minden csatornája globálissá tehető. A P2PTV előnyei nagyjából ugyanazok mint a többi P2P szoftvernél. Minden felhasználó feltölt a letöltéssel párhuzamosan, így hozzájárul az össz-sávszélességhez.
A videominőség függ a felhasználók számától, minél többen néznek egy csatornát, annál jobb a kép.
Sok P2PTV szoftver a BitTorrent elvén működik.
A nagy televíziós közvetítők általában a stream és P2P technológiák keresztezését használják. A közvetítő szerverek nem központosítva vannak, hanem decentralizálva. A központból először a decentralizált szerverekre küldik az adatot P2P rendszeren, majd ezek továbbítják azt a felhasználók felé. Erre példa az Akamai.
Bár néhány nagy tévétársaság is használja a P2PTV technológiát, az adatforgalom nagy része nem legális.
Az elérhető csatornák nagy része ázsiai tv-csatorna, a TVUPlayer szoftver kivételével, ahol amerikai csatornák is elérhetőek mint például az ESPN, ABC, Fox és a CBS.

### Alkalmazások
- GotAnyCheese
- Tvuplayer https://web.archive.org/web/20060112042232/http://tvunetworks.com/
- OSTN
- Afreeca
- Alluvium
- Babelgum
- CoolStreaming
- Cybersky-TV
- Feidian
- Joost
- Max-TV Online
- Octoshape
- PeerCast
- PPLive https://web.archive.org/web/20070210122724/http://www.pplive.com/en/index.html
- PPMate
- PPStream
- TVants
- TVKoo
- SopCast http://arquivo.pt/wayback/20090718071556/http://www.sopcast.org/ http://sopcast.fuerzw.de/ Archiválva 2007. április 6-i dátummal a Wayback Machine-ben
- Zattoo (licensed)
- Zudeo